# Kabale (district)
Pour la ville, voir Kabale.
Pour les articles ayant des titres homophones, voir Kabbale et cabale.
Le district de Kabale est un des 111 districts d'Ouganda. Situé au sud-ouest du pays, il est entouré des districts de Rukungiri et Kanungu au nord, Kisoro à l'ouest, Ntungamo à l'Est et par le Rwanda au sud. Il est issu de la scission de l'ancien district de Kigezi
Le district est composé des comtés de Ndorwa, Rubanda et Rukiga et de la municipalité de Kabale.

## Géographie

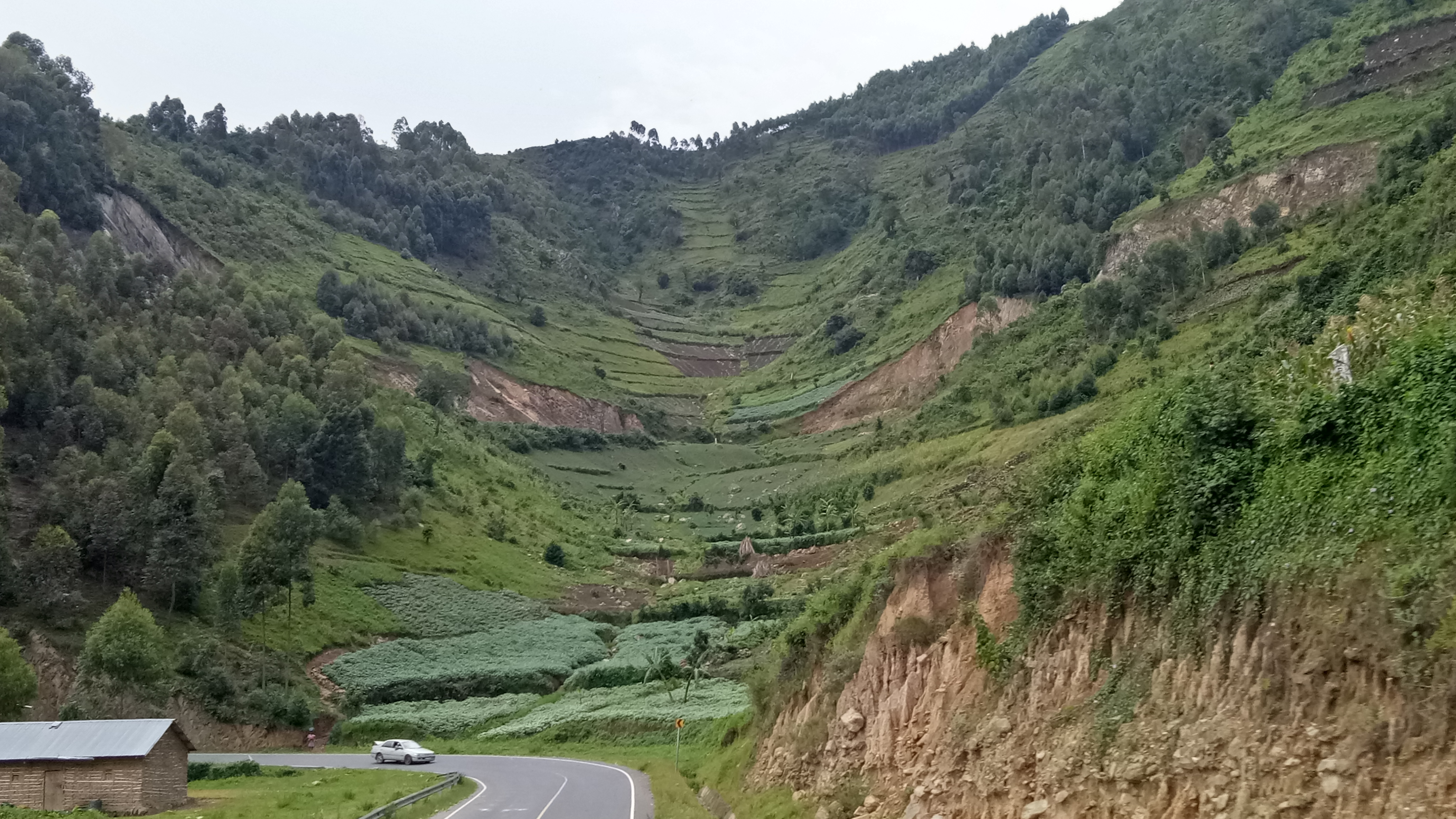
Paysage entre Kisoro et Kabale.

Bien que le district ne contienne pas de volcan, il est situé dans le piémont de la chaînes des Virunga et sa topographie est caractérisée par de nombreuses collines aux pentes parfois abruptes mais largement exploitées par des cultures en terrasses et des vallées marécageuses.
Le district de Kabale présente une superficie totale de 1 827 km2 composée de :
- terres arables et agricoles : 1 695 km2
- marais : 80 km2
- cours et plans d'eau : 48,5 km2
- autres : 41,1 km2

## Climat
Le district de Kabale bénéficie d'un climat de montagne (équatorial) présentant une double période humide. Les saisons se répartissent ainsi :
- décembre à février : petite saison sèche
- mars à mai : grande saison des pluies
- juin à août : grande saison sèche
- septembre à novembre : petite saison des pluies

Les précipitations annuelles moyennes sont de 1 092 mm/an et les températures moyenne sont de 18 °C le jour et descendent jusqu'à 10 °C la nuit.

## Population
Le district de Kabale compte une population totale estimée à 580 200 habitants en 2009, dont 43 200 pour la municipalité de Kabale (est. 2008). 
Le district est densément peuplé, à l'image du Rwanda voisin, notamment en raison de la fertilité des collines d'origine volcanique et du climat bien arrosé tout au long de l'année. 
Le parcellaire est très fragmenté : un ménage moyen possède plusieurs parcelles souvent dispersées sur différentes collines.
L'ethnie largement majoritaire du district sont les Bakiga, mais des Banyarwanda, des Batooro et des pygmées (Batwa) sont également présents. 
| Année | Population estimée |
| ----- | ------------------ |
| 2002  | 471 800            |
| 2003  | 485 900            |
| 2004  | 500 500            |
| 2005  | 515 500            |
| 2006  | 531 000            |
| 2007  | 546 900            |
| 2008  | 563 300            |
| 2009  | 580 200            |

## Tourisme
La principale attraction touristique du district est le Lac Bunyonyi.
La ville de Kabale est également un point de chute pour les touristes visitant les parcs nationaux proches : Mgahinga National Park (volcans et gorilles) et Bwindi Impenetrable Forest Park (forêt équatoriale et gorilles).

## Religion
- Diocèse de Kabale, érigé en 1966.

## Personnalités liées à cette région
- David Bahati (1973-), personnalité politique ougandaise et député du parti gouvernemental, le NRM. Il a notamment rédigé la loi anti-homosexualité de 2014.
- Anne Kansiime (1986-), comédienne et auteure.
- Amama Mbabazi (1949-), premier ministre de mai 2011 à septembre 2014.
- Florence Nkurukenda (1941-), personnalité politique, représentante du district de Masindi au sein du Comité national de résistance de 1989 à 1996 puis vice-présidente de la Commission électorale ougandaise de 1996 à 2002
- Ruhakana Rugunda (1947-), premier ministre depuis septembre 2014.

## Sources
- (en) Kabale District
- (en) Uganda Bureau of Statistics